# Worm Gill
Der Worm Gill ist ein Wasserlauf in Cumbria, England. Er entsteht an der Ostseite des Whoap südlich des Ennerdale Water im Lake District und fließt zunächst in südlicher Richtung. An der Nordostseite des Scalderskew Wood wendet er sich in westlicher Richtung um dann in den River Calder zu münden.